# Sorelle mariane di Schönstatt
Le Sorelle mariane di Schönstatt (in tedesco Säkularinstitut der Schönstätter Marienschwestern) sono un istituto secolare femminile di diritto pontificio.

## Storia

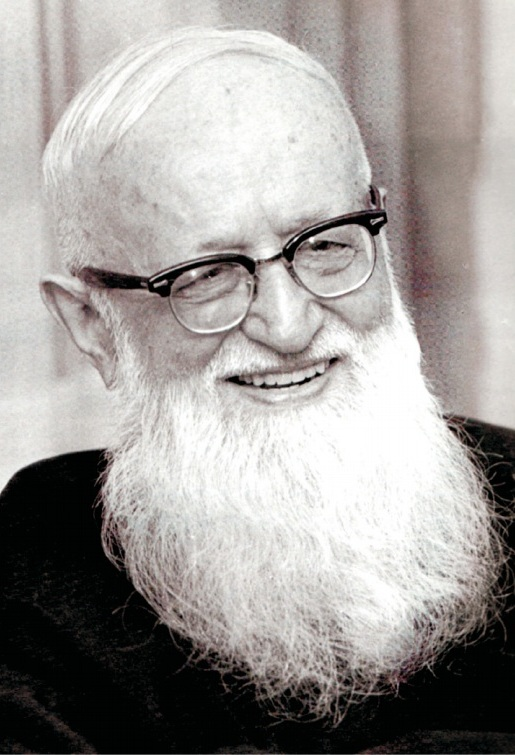
Josef Kentenich, fondatore di Schönstatt

Le origini dell'istituto risalgono all'ottobre 1926 quando un gruppo di giovani donne dell'Unione apostolica di Schönstatt si radunò sotto la direzione del fondatore, Josef Kentenich: la comunità si sviluppò rapidamente e Kentenich ne sviluppò lo stile di vita mariano e apostolico.
Nel 1933, con l'invio di alcune sorelle in Sudafrica, iniziò l'espansione internazionale dell'istituto.
Dopo la pubblicazione della costituzione Provida Mater Ecclesia, il 20 maggio 1948 il vescovo di Treviri concesse all'associazione l'approvazione come istituto secolare di diritto diocesano e l'8 dicembre 1976 l'istituto ricevette il pontificio decreto di lode.
È costituito da membri interni, che conducono vita comune, e membri esterni, che vivono nel loro ambiente famigliare, sociale e professionale. Esercitano prevalentemente le professioni che rendono possibile l'apostolato schönstattiano; alcune sorelle si dedicano al lavoro nell'opera di Schönstatt ed esiste un ramo di sorelle adoratrici che vivono una vita di preghiera e penitenza.

## Diffusione
L'istituto è presente in Germania, in altri paesi europei e in Argentina, Australia, Brasile, Burundi, Cile, Ecuador, Messico, Porto Rico, Stati Uniti d'America, Sudafrica, Uruguay.
La sede principale è a Berg Schönstatt, presso Vallendar.
Nel 1973 l'istituto contava 2 690 membri.